# Пінчук Вадим Григорович
Вадим Григорович Пінчук (28 грудня 1930, Полтава — 29 березня 1996, Київ) — український науковець-онколог, академік Академії медичних наук України, доктор медичних наук, професор, лауреат Державної премії в галузі науки і техніки (1981) і 1998 (посмертно) та премії ім. О. О. Богомольця АН України (1979), директор Інституту експериментальної патології, онкології та радіобіології ім. Р. Є. Кавецького НАН України, завідувач відділу цитології пухлинного росту того ж інституту.

## Життєпис

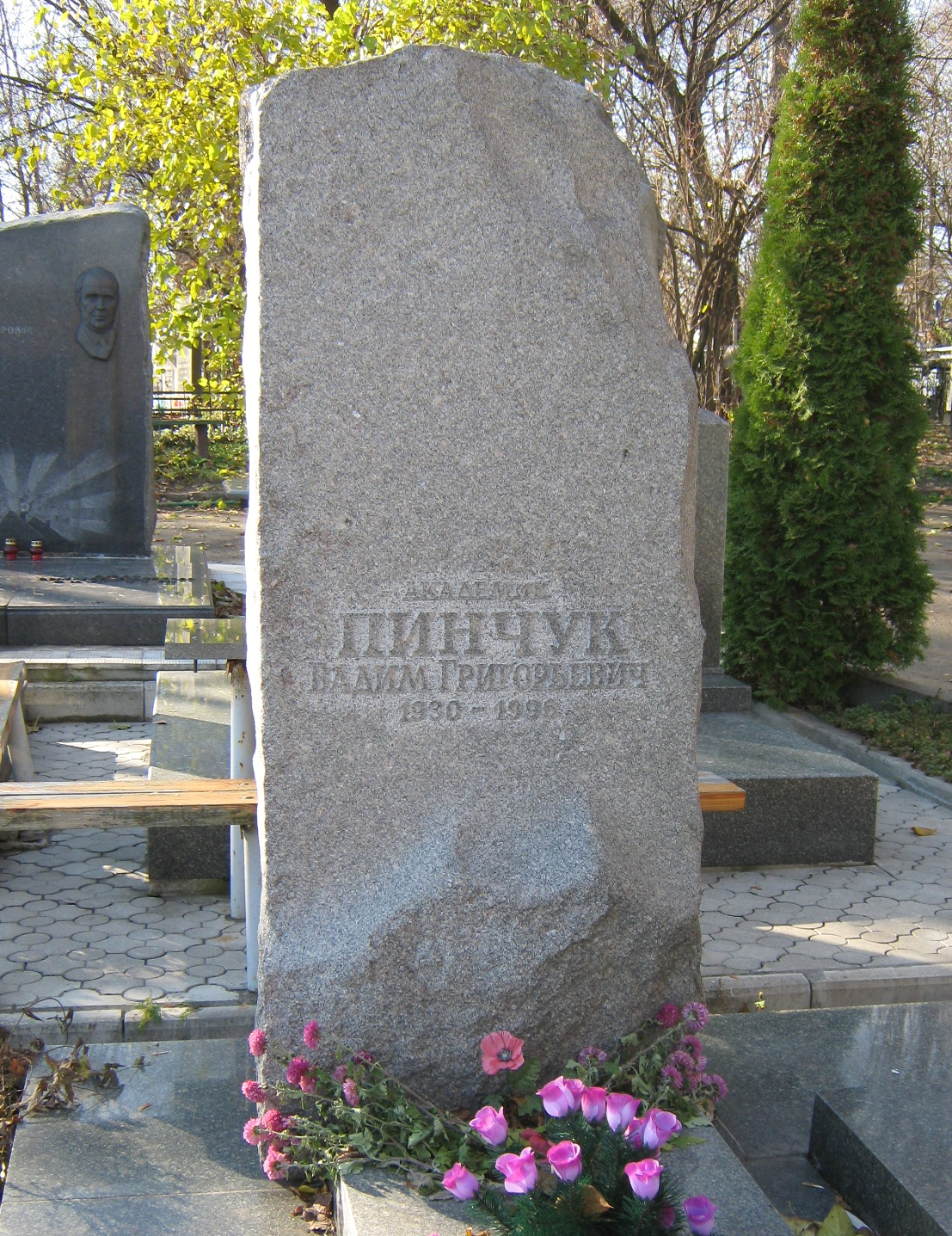
Могила Вадима Пінчука

Народився 28 грудня 1930 року у Полтаві.
У 1954 році закінчив Київський медичний інститут. У 1954—1957 роках навчався в аспірантурі на кафедрі патологічної анатомії і патологічної фізіології цього вишу, учень професора Ростислава Кавецького. За його порадою став займатися проблемами механізмів дії іонізуючого випромінювання. У 1955 році закінчив курси удосконалення кваліфікації з медичної радіології при Центральному інституті удосконалення в Москві.
Після закінчення аспірантури працював молодшим науковим співробітником радіологічної лабораторії Київського науково-дослідного інституту гігієни праці і профзахворювань, а з 1959 року — старшим науковим співробітником лабораторії канцерогенних речовин. У 1960 році захистив кандидатську дисертацію.
У 1961 році перейшов до Інституту експериментальної і клінічної онкології, яким керував Ростислав Кавецький. Очолив групу електронної мікроскопії, яка займалась вивченням тонких механізмів перетворення нормальної клітини в пухлинну.
З листопада 1962 року був на стажуванні в Парижі у засновника школи електронної мікроскопії професора Вільгельма Бернара. Під час перебування у Франції Вадим Пінчук відвідав 9 наукових установ Франції, у яких вивчив нові методи дослідження клітини. З 1963 року — у званні старший науковий співробітник за фахом «патологічна фізіологія». У 1970 році захистив докторську дисертацію.
У 1971 році, коли інститут перейшов з МОЗ УРСР до Академії наук УРСР, лабораторія була перетворена у відділ пухлинної клітини, а сам Вадим Пінчук був призначений заступником директора інституту з наукової роботи. У 1973 році його обрали членом-кореспондентом АН УРСР.
З 1979 року — директор Інституту експериментальної патології, онкології та радіобіології.
У 2014 році, син Вадима та Людмили Пінчуків, професор Георгій Пінчук написав, що 29 березня 1996 року його батько покінчив життя самогубством за допомогою вогнепальної зброї. За його словами, це сталося, зокрема, через проблеми у стосунках з дружиною («його особисте життя стало пеклом на Землі»). Похований разом з родиною на Байковому кладовищі (ділянка № 49а, 50°24′59.60″ пн. ш. 30°30′5.3″ сх. д. / 50.4165556° пн. ш. 30.501472° сх. д.).

### Родина
- Батько — політик, міністр освіти УРСР Григорій Пінчук (1904—1992).
- Двоюрідний брат — професор, ентомолог і зоогеограф Ігор Лопатін (1923—2012).
- Дружина — радіобіолог, гематолог, доктор медичних наук Людмила Пінчук (1930—2012).
  - Син — біолог, емігрант до США, професор Жіночого університету Міссісіпі Георгій Пінчук (англ. George V. Pinchuk; 1957—2021).

## Наукова робота
Основні напрями наукових досліджень: канцерогенез та аналіз віддалених наслідків аварії на ЧАЕС. Ним вивчені закономірності розвитку злоякісних пухлин у післяаварійному періоді в експерименті, показано синергічний ефект постійного впливу малих доз іонізуючої радіації низької інтенсивності та шкідливих факторів зовнішнього середовища.
Автор майже 300 наукових праць, з них 12 монографій. Підготував 6 докторів та 12 кандидатів наук.
Був головним редактором журналу «Экспериментальная онкология» (до 1996 року), членом редколегій журналів «Доповіді НАН України» та «Anticancer Research».
Основні наукові праці:
- «Експериментальні пухлини печінки» (1978);
- «Синдром ендогенної інтоксикації» (1979);
- «Клонально-селекційна концепція пухлинного росту» (1987);
- «Імуноцитохімія та моноклональні антитіла в онкогематології»(1990);
- «Радіобіологічні аспекти аварії на ЧАЕС» (1992);
- «Онкологія. Словник-довідник» (1992).

## Пам'ять
На будівлі Інституту експериментальної патології, онкології та радіобіології ім. Р. Є. Кавецького НАН України за адресою вул. Васильківська, 45 1 грудня 2009 року встановлено гранітну меморіальну дошку Вадиму Пінчуку.